# Esperanza Pulido
Esperanza Pulido Silva (Zamora de Hidalgo, Michoacán, 1901 - Ciudad de México, 1991) fue una pianista, concertista, catedrática, investigadora, editora de revistas, investigadora y crítica musical mexicana. Como pianista dio conciertos en México, Estados Unidos y algunos países de Europa. A la par de su carrera musical se dedicó a la docencia durante más de treinta años, principalmente en el Conservatorio Nacional de Música de la Ciudad de México.

## Biografía
Pulido nació en Zamora, Michoacán en 1901 y falleció en la Ciudad de México en 1991. Estudió piano en el Conservatorio Nacional de Música (CNM) con el maestro Mark Gunsburg y composición con el maestro Estanislao Mejía. Recibió su título de concertista en la Academia de Antonio Gómezanda y el jurado de titulación estuvo compuesto por Julián Carrillo, Salvador Ordóñez y Anita Aceves. Posteriormente se trasladó a Nueva York donde estudió en la Manhattan School of Music y enseñó piano durante tres años, mientras efectuaba giras de concierto por el país. 
El gobierno francés a través del Instituto Francés de América Latina le otorgó una beca para estudiar musicología en París. Allí estudió piano con Lazar Lévy, musicología con André Schaeffner y dio recitales de piano. Reintegrada a su país, recibió el nombramiento de concertista en el Departamento de Música del Instituto Nacional de Bellas Artes. Con motivo del año de Bach, en 1950, ofreció tres recitales dedicados a la música del compositor homenajeado. 
En 1954 fue invitada a diferentes eventos entre los que destacan la inauguración del Pabellón Mexicano de la Ciudad Universitaria en París, como conferenciante en la Sorbona y en el Instituto de Cultura Hispánica de Madrid y como concertista de piano en París y en Madrid. Desde esta última ciudad se trasladó a Viena para tomar cursos de musicología durante un año.

### Carrera de pianista
Como solista de piano interpretó los Conciertos en re menor y la mayor de Wolfgang Amadeus Mozart, el Concierto para piano n.º 3  y el n.º 4 de Beethoven, el Concierto para piano y orquesta en la menor de Robert Schumann y el Concierto de Brandeburgo n.º 5 de Johann Sebastian Bach. Interpretó bajo la dirección de Plotnikoff, Revueltas, Limantour, Rodríguez Fraustro, Herrera de la Fuente y Fritz Reiner.

### Carrera como profesora
Fue maestra durante dos años en la Escuela Nacional de Música de la Universidad Nacional Autónoma de México y tuvo a su cargo la cátedra de piano del Conservatorio Nacional de Música por más de treinta años, donde también impartió la clase de Historia y Metodología de la Crítica Musical. Además fue presidenta de la Asociación Musical Manuel M. Ponce. Además y profesora en la Escuela de Música de Nueva York.

### Crítica musical y escritora
Durante años escribió críticas musicales en el periódico Novedades. Fue fundadora de la revista de investigación musical Heterofonía en 1968, donde publicó infinidad de artículos y reseñas y estuvo adscrita al Centro Nacional de Investigación Documentación e Información Musical del Instituto Nacional de Bellas Artes. Publicó el libro La mujer mexicana en la música: (hasta la tercera década del siglo XX) en 1958, donde revisó la participación de las mujeres en el campo musical mexicano desde el periodo prehispánico hasta 1930, la obra es sobre todo descriptiva y no realiza un análisis musical como tal.

## Reconocimientos
En 2020, fue incluida dentro del proyecto “Mujeres Investigadoras en los Archivos Estatales (1900-1970)” para la descripción archivística y creación de un micrositio específico en el Portal de Archivos Españoles (PARES), desarrollado entre 2020-2023. Este proyecto ha sido impulsado por la Subdirección General de Archivos Estatales, con el objetivo visibilizar la labor de investigación realizada en España por las mujeres en el intervalo 1900-1970 partiendo de los registros documentales que se conservan en los Archivos de Gestión de los AAEE del Ministerio de Cultura (el Archivo Histórico Nacional, el Archivo de la Corona de Aragón, el Archivo General de Simancas, el Archivo General de Indias, el Archivo de la Real Chancillería de Valladolid, el Archivo General de la Administración y el Centro de Información Documental de Archivos).